# Nova Krivaja
Nova Krivaja falu Horvátországban Belovár-Bilogora megyében. Közigazgatásilag Đulovachoz tartozik.

## Fekvése
Belovártól légvonalban 54, közúton 65 km-re délkeletre, Daruvár központjától légvonalban 18, közúton 23 km-re északkeletre, községközpontjától 1 km-re délkeletre, Nyugat-Szlavóniában, a Papuk-hegység északi részén, a Krivaja-patak völgyében fekszik.

## Története
A térség középkori településeit 1542-ben pusztította el a török és csak a 17. század végén szabadult fel a török uralom alól. A kihalt területre a parlagon heverő földek megművelése és a határvédelem céljából a 18. század első felében Bosznia területéről telepítettek be új, szerb anyanyelvű lakosságot. Az első katonai felmérés térképén „Dorf Nova Krivaja” néven találjuk. Lipszky János 1808-ban Budán kiadott repertóriumában „Krivaja (Nova)” néven szerepel. Nagy Lajos 1829-ben kiadott művében „Krivaja (Nowa és Sztara)” néven 68 házzal 391 ortodox vallású lakossal találjuk. 
A Magyar Királyságon belül Horvát–Szlavónország részeként, Verőce vármegye Verőcei járásának része volt. 1857-ben 250, 1910-ben 429 lakosa volt. 1910-ben a népszámlálás adatai szerint lakosságának 92%-a szerb anyanyelvű volt. Az I. világháború után 1918-ban az új szerb-horvát-szlovén állam, majd később (1929-ben) Jugoszlávia része lett. 1941 és 1945 között a németbarát Független Horvát Államhoz, háború után a település a szocialista Jugoszláviához tartozott. 1991-től a független Horvátország része. 1991-ben lakosságának 97%-a szerb nemzetiségű volt. A délszláv háború idején kezdettől fogva szerb kézen volt. 1991 novemberében az Orkan-91 hadművelettel foglalta vissza a horvát hadsereg. A falunak 2011-ben 70 lakosa volt.

## Lakossága
| Lakosság változása | Lakosság változása | Lakosság változása | Lakosság változása | Lakosság változása | Lakosság változása | Lakosság változása | Lakosság változása | Lakosság változása | Lakosság változása | Lakosság változása | Lakosság változása | Lakosság változása | Lakosság változása | Lakosság változása | Lakosság változása |
| ------------------ | ------------------ | ------------------ | ------------------ | ------------------ | ------------------ | ------------------ | ------------------ | ------------------ | ------------------ | ------------------ | ------------------ | ------------------ | ------------------ | ------------------ | ------------------ |
| 1857               | 1869               | 1880               | 1890               | 1900               | 1910               | 1921               | 1931               | 1948               | 1953               | 1961               | 1971               | 1981               | 1991               | 2001               | 2011               |
| 250                | 48                 | 376                | 369                | 383                | 429                | 414                | 510                | 213                | 281                | 296                | 232                | 190                | 151                | 110                | 70                 |